# لونا اسنو
لونا اسنو (به انگلیسی: Luna Snow) که با نام اختصاری لونا نیز شناخته می‌شود، یک شخصیت خیالی ابرقهرمان در کتاب‌های کامیک آمریکایی ساخته شده توسط مارول کامیکس است. این شخصیت برای اولین بار در سال ۲۰۱۸ در بازی ویدئویی مارول: نبرد آینده معرفی شد و نخستین حضور خود در کتاب‌های کمیک را در شماره اول War of the Realms: New Agents of Atlas در سال ۲۰۱۹ تجربه کرد.
لونا اسنو در ابتدا توسط دنی کو، بیل روزمن و جی‌هیونگ لی از تیم مارول گیمز خلق شد و سپس توسط نویسنده گرگ پک و گنگ هیوک لیم برای کمیک‌ها اقتباس شد.

## توسعه

### مفهوم و خلق
نام «سئول هی» در زبان کره‌ای به معنای «برف» و «امید» است. این شخصیت برای اولین بار به عنوان یک شخصیت اورجینال در بازی ویدئویی مارول: نبرد آینده در سال ۲۰۱۸ معرفی شد. شرکت کره‌ای توسعه‌دهنده بازی موبایلی Netmarble، شخصیتی با توصیف «جادوگر یخی که توانایی درمان و آسیب‌رسانی داشته باشد» را برای این بازی ارائه کرد. . بیل روزمن، مدیر خلاقیت اجرایی مارول گیمز، هنگام معرفی این شخصیت اظهار داشت که طرفداران جهان مارول شایسته قهرمانانی هستند که نه تنها الهام‌بخش آن‌ها باشند بلکه به صورت شخصی با آن‌ها ارتباط برقرار کنند. پس از معرفی این شخصیت، شرکت سرگرمی مارول چندین تک‌آهنگ تبلیغاتی برای لونا اسنو منتشر کرد. «سئول هی» در سال ۲۰۱۹ وارد دنیای مارول شد. این شخصیت در ابتدا توسط Danny Koo, Bill Rosemann و Jeehyung Lee خلق شده بود.
دهه ۲۰۱۰
«سئول هی» در شماره اول War of the Realms: New Agents of Atlas (مه ۲۰۱۹) که توسط Greg Pak و Gang Hyuk Lim خلق شده بود، برای اولین بار در کتاب‌های کمیک ظاهر شد. او پس از آن در مجموعه Agents of Atlas در سال ۲۰۱۹ و سپس در Future Fight Firsts: Luna Snow، اولین کمیک تک‌جلدی اختصاصی خود، حضور یافت. طبق گزارش Diamond Comic Distributors، این کمیک رتبه ۱۴۰ پرفروش‌ترین کمیک‌های ماه اکتبر ۲۰۱۹ را به دست آورد.
دهه ۲۰۲۰
«سئول هی» در مجموعه Atlantis Attacks در سال ۲۰۲۰، مجموعه Silk در سال ۲۰۲۲، مجموعه آنتولوژی Marvel's Voices: Identity در سال ۲۰۲۲، مجموعه Tiger Division در سال ۲۰۲۲، و تک‌جلدی Spider-Gwen Annual در سال ۲۰۲۳ ظاهر شد. او یکی از ۷ شخصیت استراتژیست قابل بازی در Marvel Rivals است که در سال ۲۰۲۴ منتشر شده. او در این بازی دارای یک اسکین کمیاب به نام Minty Beats و یک اسکین حماسی به نام Shining Star است.

## زندگی‌نامه شخصیت
لونا پس از از دست دادن والدینش، او توسط مادربزرگش بزرگ شد و برای حمایت مالی از خانواده‌اش به حرفه موسیقیه کی پاپ روی آورد. با نام هنری «لونا»، او به عنوان یک خواننده و رقصنده محبوب در دنیای کی‌پاپ فعالیت می‌کرد.
در جریان یک اجرای زنده در استارک آرنا، این مراسم توسط سازمان شرور A.I.M. مورد حمله قرار گرفت. سئول هی برای محافظت از شرکت‌کنندگان، گروگان گرفته شد و داخل یک رآکتور سرد همجوشی معیوب به دام افتاد. در تلاش برای فرار، او در معرض انرژی رآکتور قرار گرفت که به او قدرت‌های یخی خارق‌العاده‌ای بخشید. پس از شکست دادن نیروهای A.I.M.، او هویت «لونا اسنو» را به عنوان یک ابرقهرمان پذیرفت.
لونا اسنو به همراه دیگر قهرمانان کره‌ای مانند وایت فاکس و کرسنت به مقابله با تهدیدات مختلف پرداخت. در جریان داستان «جنگ قلمروها»، او با شیاطین آتشین از سرزمین موسپل‌هایم مبارزه کرد. او ابتدا توسط سیندر، ملکه آتش‌ها، اسیر شد اما بعداً توسط آمادئوس چو (براون) نجات یافت. لونا همچنین نقش مهمی در جلوگیری از ذوب شدن یخ‌های قطب شمال ایفا کرد و با قهرمانانی مثل ایرو و ویو همکاری کرد تا ثبات را به این منطقه بازگرداند.
در ادامه، لونا اسنو به گروه مأموران اطلس پیوست؛ تیمی از ابرقهرمانان آسیایی که وظیفه محافظت از آسیا و جهان را بر عهده دارند. او در ماموریت‌هایی مانند مبارزه با موجودات جادویی و رویارویی با دشمنان قدرتمند شرکت کرد، در حالی که همچنان زندگی دوگانه‌اش به عنوان یک ستاره موسیقی و یک قهرمان را مدیریت می‌کرد.
لونا اسنو در طول داستان خود شجاعت، استقامت و تعهدی مثال‌زدنی برای استفاده از قدرت‌هایش در راه خیر از خود نشان داده است و به عنوان نمادی از یک ابرقهرمان واقعی در دنیای مارول شناخته می‌شود.

## قدرت‌ها و توانایی‌ها
سئول‌هی دارای قدرت‌های فوق‌العاده مبتنی بر یخ است. او می‌تواند ساختارهای یخی به شکل‌های مختلف مانند یخ‌های آویزان و موانع ایجاد کند که از آن‌ها برای حمله به دشمنان و دفاع از خود استفاده می‌کند. توانایی‌های او به‌طور خاص به او این امکان را می‌دهند که یخ‌هایی تاریک با اثرات ویرانگر و یخ‌هایی روشن با خواص شفابخش تولید کند. علاوه بر این، او خواننده و رقصنده ماهری است.

## در رسانه‌های دیگر

### بازی‌های ویدئویی
- لونا اسنو به‌عنوان یک شخصیت قابل بازی در مارول: نبرد آینده حضور دارد.
- لونا اسنو به‌عنوان یک شخصیت قابل بازی در مارول سوپروار حضور دارد و صداپیشگی او را ویکتوریا گریس انجام داده است.
- لونا اسنو به‌عنوان یک شخصیت قابل بازی در مارول اسنپ حضور دارد.
- لونا اسنو به‌عنوان یک شخصیت قابل بازی در مارول رایولز حضور دارد و صداپیشگی او را جودی آلیس لی انجام داده است.
- لونا اسنو به‌عنوان یک شخصیت قابل بازی در مارول پازل کوئست حضور دارد.